# Meioneta decorata
Meioneta decorata là một loài nhện trong họ Linyphiidae.
Loài này thuộc chi Meioneta. Meioneta decorata được Ralph Vary Chamberlin & Wilton Ivie miêu tả năm 1944.